# Джердан Шакири
Джердан Шакири (на албански: Xherdan Shaqiri, [dʒɛɾdan ʃaciɾi], правилен правопис на фамилията от албански Шачири) е швейцарски футболист от албански произход. Играе като десен халф или крило. Понякога е използван и като ляв бек.

## Кариера
Кариерата му започва през 1999 в детските формации на ФК Аугуст. През 2001 отива в школата на Базел. На 2 януари 2009 подписва първия си професионален договор. На 12 юли 2009 дебютира, влизайки като резерва срещу Санкт Гален. На 9 ноември вкарва гол на Ксамакс. Два дни по-късно Джердан дебютира за младежкия национален отбор на Швейцария. В сезон 2009/10 Шакири печели дубъл с Базел. На 7 септември 2010 отбелязва гол на Англия в квалификациите за Евро 2012. През 2010/11 отново става шампион на страната. През лятото на 2011 участва на европейското първенство за младежи, където отбелязва един гол. Там Швейцария достига финал, а Шакири попада в идеалния тим на първенството. На 6 септември 2011 отбелзва хеттрик срещу България. През сезон 2011/12 печели купата и шампионската титла на Швейцария.
От 2012 е футболист на Байерн Мюнхен. Швейцарецът не успява да се пребори с конкуренцията на Франк Рибери и Ариен Робен и рядко започва като титуляр. В купата на страната отбелязва 3 гола в 4 мача, а в шампионската лига отбелязва на БАТЕ Борисов при загубата с 1-4. Първият си гол в първенството вкарва в края на 2012 срещу Борусия Мьонхенгладбах. На 27 април отбелязва на Фрайбург. С Байерн печели два пъти Бундеслигата – през сезоните 2012/13 и 2013/14, два пъти Купата на Германия – през 2012/13 и 2013/14, Суперкупата на Германия през 2012, Шампионската лига през 2012/13, Суперкупата на Европа през 2013 и Световното клубно първенство през 2013 г.
На 8 януари 2015 г. Шакири става официално футболист на Интер. Там той играе под наем до края на сезона от Байерн Мюнхен, но със задължителна откупна клауза от страна на отбора от Милано. Според различни източници трансферната сума под която Джердан отива в Интер е 16 млн. евро. През юли 2015 г. Шакири преминава в Стоук Сити за сумата от £12 милиона паунда.

## Успехи
Байерн Мюнхен
- Бундеслига – 2012/2013, 2013/2014
- Купа на Германия – 2012/2013, 2013/2014
- Суперкупа на Германия – 2012
- Суперкупа на Европа – 2013
- Шампионска лига – 2012/2013
- Световно клубно първенство – 2013